# Pierre Bourdieu
‎
Pierre Bourdieu (francosko: [buʁdjø]), francoski sociolog, pisatelj, filozof, pedagog, akademik in antropolog, * 1. avgust 1930, Denguin, Francija, † 23. januar 2002, Pariz.
V svojem delu se je največ ukvarjal s strukturami moči v družbi in načini, na katere se moč in družbeni red prenašata in ohranjata iz generacije v generacijo. Zavestno je oponiral idealistični zahodni filozofiji in poudarjal materialno naravo socialnega življenja. V svojih teoretskih razpravah, na katere so med drugim vplivali Blaise Pascal, Martin Heidegger, Ludwig Wittgenstein, Maurice Merleau-Ponty, Edmund Husserl, Georges Canguilhem, Karl Marx, Gaston Bachelard, Max Weber, Émile Durkheim, Claude Lévi-Strauss, Erwin Panofsky in Marcel Mauss, je uvedel nove preučevalne metode in vpeljal nove koncepte, kot so kulturni, socialni in simbolni kapital (v opoziciji do tradicionalnega ekonomskega kapitala) ter habitus, družbo pa je razdelil na različna polja. Pomembno je vplival na sociologijo izobrazbe, teorijo sociologije in druga sorodna akademska področja (npr. antropologijo, literarno teorijo, kulturologijo).

## Življenje in kariera
Pierre Félix Bourdieu se je rodil v Denguinu (Pyrénées-Atlantiques), v Južni Franciji 1. avgusta 1930 v družini poštarja. Njegov materni jezik je bil gaskonski. Leta 1962 se je poročil z Marie-Claire Brizard in imel z njo tri sinove.
Šolal se je na liceju v mestu Pau, nato pa se je prepisal na Lycée Louis-le-Grand v Parizu. Študij je nadaljeval na École Normale Supérieure, kjer je študiral filozofijo. V istem času je tam filozofijo študiral tudi z Louisom Althusserjem. Po zaključenem študiju je eno leto učil na liceju v Moulinsu, nato pa je bil vpoklican v vojsko in bil leta 1955 poslan v Alžirijo, kjer je takrat potekala vojna za neodvisnost. Medtem ko je bil v Alžiriji, je preučeval navade lokalnih Berberov in svoja spoznanja objavil v knjigi Sociologie de l'Algerie (Sociologija Alžirije), s katero si je utrdil svoj sloves na področju antropologije.
Leta 1960 se je Bourdieu vrnil na Pariško univerzo, nato pa je postal predavatelj na Univerzi v Lillu. Leta 1964 je dobil profesorski naziv, leta 1981 je postal predavatelj na Collège de France. Bil je član Francoske akademije znanosti.
Sledila je pestra akademska kariera, v kateri je prejel številna odlikovanja. Leta 1993 je prejel Zlato medaljo Nacionalnega centra za znanstvene raziskave, leta 1996 prejel Goffmanovo priznanje Univerze v Berkeleyu, leta 2001 pa Huxleyevo medaljo, ki jo podeljuje Royal Anthropological Institute. Umrl je zaradi raka, star 71 let.

## Bourdieu kot javni intelektualec
V devetdesetih letih dvajsetega stoletja se je Bourdieu vse bolj vključeval v politične debate in postal eden od najbolj znanih intelektualcev v Franciji. Bil je kritičen tako do neoliberalizma kot do tistih (npr. Sartra), ki so francosko politiko smatrali za neodgovorno in oportunistično. Sociologijo je imel za resno znanost, ne pa za intelektualno razvedrilo. Čeprav je v svojih zgodnejših delih pisal proti rabi sociologije v politično-aktivistične namene, se je kasneje v življenju vključil v politične razprave z jasnimi političnimi stališči. V zgodnejših delih je pisal, da je sociologija strogo znanstvena disciplina, v kasnejših letih pa se je javno vključeval v manj znanstvene politične razprave.
Čeprav je v svojih zgodnejših delih obtoževal javne intelektualce, na primer Sartra, je bilo njegovo sociološko delo že od začetka močno politično motivirano. V svojih poznih delih se je osredotočal predvsem na negativne posledice globalizacije. Bil je oster kritik neoliberalizma in njegovega vpliva na Francijo. Najpomembnejše delo s tega področja je najverjetneje njegova knjiga Teža sveta, s katero je zastavil ostro opozicijo tedanjemu javnemu diskurzu v Franciji. Med drugim je bil tudi organizator stavk in protestov, ki so pritegnili veliko pozornost medijev. Menil je, da je razlika med kritičnim sociologom in javnim intelektualcem v tem, da lahko slednji sodeluje tudi z mediji in ne samo z ozkim akademskim krogom. Čeprav je v svojih poznih letih postal javni intelektualec, se je zavedal negativnih posledic, ki jih lahko takšna vloga prinese v akademski diskurz, in se je zaradi tega otepal takšnega poimenovanja.

## Delo
Bourdieu si je prizadeval svoje teoretske razprave podkrepiti z empiričnimi raziskavami. Njegovo delo lahko razumemo kot sociologijo kulture, ali, kot ga je sam opisal, "teorijo prakse". Njegov doprinos k sociologiji je bil tako praktičen kot teoretičen. Glavnimi termini, s katerimi je operiral, so habitus, kapital in polje.
Pojmovanje kapitala je razširil na socialni, kulturni, finančni in simbolni kapital. Po Bourdieuju ima vsak posameznik svoje mesto v multidimenzionalnem socialnem prostranstvu. Posameznika ne definira samo socialni razred, pač pa vsaka vrsta kapitala, ki ga lahko izraža med socialno interakcijo. Različne vrste kapitala lahko po Bourdieuju pripomorejo k večanju neenakosti med ljudmi.
Za Bourdieuja ima vsako polje modernega življenja, npr. ekonomija, politika, umetnost, novinarstvo, birokracija, znanost in izobrazba, specifično strukturo socialnih odnosov, v katerih udeleženci prakticirajo svojo vsakodnevno prakso. Skozi to prakso udeleženci razvijejo določena nagnjenja za socialna dejanja, ki so pogojena z njihovim položajem na polju. Ta nagnjenja, ki jih posameznik razvije s svojim delovanjem na multidimenzionalnem (sestavljenem iz veliko polj) socialnem svetu, postanejo t.i. smisel igre, subjektivno razumevanje polja in socialnega reda nasploh, mnenje, okus, ton glasu, način gibanja telesa itd. Tako postane socialno polje bolj kompleksno in avtonomno, posameznik pa razvije svoj habitus, tipičen za njegov položaj v socialnem polju. Tako bodo dejavniki pogosto priznavali, legitimizirali in reproducirali socialne forme dominacije (tudi predsodke) in splošna mnenja posameznega polja kot sama po sebi umevna ter izrinili iz zavesti in prakse zavest o možnosti drugih mogočih načinov produkcije (tudi simbolne) in razmerij moči.
Čeprav vzgajanje subjektivnih struktur habitusa ni deterministično, ga lahko opazujemo skozi statistične podatke. Selektivna afiniteta v kombinaciji z objektivnimi strukturami socialnega sveta pojasni kontinuiteto socialnega reda skozi čas. Kot individuum je habitus mešanica multiplih vdejanjanj v socialnem svetu skozi človekovo življenje, medtem ko se socialna polja prakticirajo skozi dejanja posameznikov. Zaradi tega ne more biti nobeno socialno polje ali red pololnoma stabilno. Čeprav je povezava med posameznikovo predispozicijo in socialnimi strukturami močnejša, kot se zdi, ni popolna.
Nekateri primeri njegovih empiričnih dokazov dokazujejo, da kljub navidezni svobodi pri izbiri umetnosti, so umetnostne preference ljudi (npr. rock, klasična glasba, ljudska glasba) močno vezane na njihov socialni položaj. Tudi jezik (slovnica, naglas, način, na katerega govorimo) je del kulturnega kapitala in pomemben faktor socialne mobilnosti (na primer bolje plačana, bolj ugledna služba).
Bourdieu je v svojem delu pokazal, kako socialni razredi, še posebej vladajoči intelektualni razredi, skozi generacije ohranjajo socialne privilegije, kljub zmotnemu prepričanju, da nam postindustrijska družba z izobrazbo ponuja možnosti socialne mobilnosti.
Bourdieu je bil izjemno dejaven avtor, objavil je stotine člankov, nekaj deset knjig, v slovenščini jih je zdaj dostopnih osem.

## Polje in habitus

### Polje
Namesto, da bi omejil svoje raziskave socialnih odnosov in sprememb na prostovoljno delovanje ali samo na pomen razreda kot strukturalne relacije, je Bourdieu uporabil termin, ki povezuje subjetkivno delovanje in objektivno strukturo - polje.  Gre za vsako zgodovinsko, nehomogeno socialno-prostorno areno, v kateri ljudje delujejo in se borijo, da bi dobili zaželene vire. Veliko Bourdieujevega dela se osredotoča na semi-samostojno vlogo izobraževalnih in kulturnih ustanov v izražanju delovanja posameznika. To dela njegovo delo dovzetno za liberalne in konzervativne proučevalce. Morda je bil Bourdieu tudi zaradi svojega zaledja vedno pozitivno naravnan do marksističnega pojmovanja ekonomije kot najpomembnejše komponente moči in delovanja v kapitalistični družbi. Polje je okolje, v katerem so agensi in njihov socialni položaj locirani. Položaj vsakega agensa v polju je rezultat interakcije med specifičnimi pravili polja, agensovega habitusa in kapitala (socialnega, ekonomskega, simbolnega in kulturnega). Polja delujejo vzajemno in so razporejena hierarhično: večina je podrejenih večjemu polju moči in razrednih odnosov.

### Habitus
Bourdieuja je pri oblikovanju koncepta habitusa navdahnilo pisanje Marcela Maussa o telesni tehniki in hexisu. Besedo so uporabljali Norbert Elias, Max Weber, Edmund Husserl in Erwin Panofsky kot predelavo Aristotlovega koncepta. Za Bourdieuja je bil habitus zelo pomemben pri reševanju antinomije humanističnih znanosti: objektivizma in subjektivizma. Habitus lahko definiramo kot sistem nagnjenj (trajajočih, priučenih shem sprejemanja, mišljenja in delovanja).
Posamezni agens razvije ta nagnjenja kot odgovor na objektivne pogoje, na katere naleti. Na ta način Bourdieu teoretizira o vcepljanju objektivnih socialnih struktur v subjektivne mentalne izkušnje dejavnikov. Objektivno socialno polje ima za potencialne udeležence določene zahteve za udeležbo na polju. Ko udeleženci tako absorbirajo objektivne socialne strukture v osebni niz kognitivnih in somatskih nagnjenj, postanejo subjektivne strukture delovanja udeleženca enake objektivnimim strukturam in razmeram socialnega polja, in razvije se doksalno razmerje.
Habitus tako nekako vključuje pred njim obstajajoče sociološke koncepte, kot so socializacija, se pa od njih tudi razlikuje na več različnih načinov. Središčna točka habitusa je njegovo utelešenje. Habitus ne deluje samo (niti predvsem) na nivoju eksplicitnega, diskurzivnega zavedanja. Interne strukture se utelesijo in delujejo na globlji in bolj praktičen, razmišljanju predhoden način. Ponazorili bi ga lahko z načinom delovanja 'mišičnega spomina'.

### Habitus in doxa
Doxa so naučena, temeljna, globoko zakoreninjena, nezavedna prepričanja in vrednote, razumljene kot same po sebi umevne, ki informirajo agensovo delovanje znotraj posameznega polja. Doxa daje prednost uveljavljenim prepričanjem polja in tako privilegira vladajoče in razume njihovo pozicijo dominance kot samoumevno in splošno boljšo. Zaradi tega so kategorije razumevanja in dojemanja, ki tvorijo habitus, skladna z  objektivno organizacijo polja in reproducirajo prav takšno strukturo polja. Doksična situacija nastopi tedaj, ko so objektivne, zunanje strukture in subjektivne notranje strukture habitusa v harmoniji. V doksičnem stanju je socialni svet razumljen kot naraven, samoumeven in razumen.
Bourdieu vidi habitus kot pomemben faktor, ki zaradi svoje pomembnosti pri generiranju in reguliranju praks, ki ustvarjajo socialno življenje, prispeva k socialni reprodukciji . Posamezniki se naučijo želeti tisto, kar jim omogočajo okoliščine, in ne tistega, kar jim ni dostopno. Pogoji, v katerih posameznik živi, ustvarjajo nagnjenja, kompatibilna s temi pogoji (vključno z okusom za glasbo, umetnost, literaturo in hrano). Najbolj neverjetna postopanja so zato izključena kot nepredstavljiva. Tako je neizogibna podreditev redu, ki napeljuje agense, da ustvarijo vrlino nujnosti: nočejo zanikanega in hočejo neizogibno.

### Odnos med objektivnim (poljem) in subjektivnim (habitusom)
Bourdieu je uporabil metodološke in teoretske koncepte habitusa in polja, da je lahko naredil epistemološki rez z uveljavljeno objektivno-subjektivno antinomijo socialnih znanosti. Želel je efektivno združiti socialno fenomenologijo in strukturalizem. Zaradi  tega je ustvaril pojma polje in habitus.
Bourdieujevi poskusi združiti ti dve sociološki tradiciji, za kateri velja splošno prepričanje, da je to nemogoče, so bili deležni veliko kritik. Najpomembnejši koncept, ki ga uporablja, je habitus. Grobo rečeno, gre za sistem posameznikovih nagnjenj. Sociologi večinoma ločijo socialne zakone (strukture) in individualne misli (agense), v katerih so ti zakoni zapisani. Ali je bolj pomembno prvo ali drugo, je bila tema veliko sociloških debat med strukturalisti na eni in fenomenologi na drugi strani. Bourdieu pa raje govori o nagnjenjih, kjer se socialni zakoni in individualne misli srečajo, in meni, da bi prav ta nagnjenja morala biti središčna točka socioloških raziskav.
Nagnjenja so tudi javno vidna in zaradi tega lahko opazljiva. Če ima posameznik raje Union kot Guiness pivo, a tega ne pokaže v javnosti, to ni nagnjenje, pač pa preferenca. Nagnjenje performira preferenco in naj bo še tako obrobno (recimo piva), je nagnjenje javna deklaracija posameznikovega obstoja in njegovih preferenc. 
V vsaki družbi posameznikov tvori neprestano izražanje nagnjenj, tako pomembnih kot nepomembnih, opazno vrsto preferenc, tendenc in stališč. Prostorsko metaforo lahko analizirajo socilogi in jo realizirajo v diagramatični obliki. Če gledamo na družbo na ta način, jo lahko vidimo kot mrežo interaktivno povezanih prostorov. To so socialna polja.
Za Bourdieuja lahko habitus in polje obstajata samo v medsebojni relaciji. Polje torej tvorijo različni agensi (in s tem njihovi habitusi), ki na njem delujejo, habitus pa predstavlja prenos teh objektivnih struktur polja v subjektivne strukture dejanj in misli agensa.
Odnos med habitusom in poljem je dvosmeren. Polje obstaja samo, če imajo agensi nagnjenja in percepcijsko shemo, ki dovoljuje obstoj polja in ga polni s pomenom. Istočasno pa agensi s tem, ko delujejo na polju, v svoj habitus vgrajujejo znanje, potrebno za obstoj polja. Habitus izraža strukture polja, polje pa posreduje med habitusom in stvarnostjo.
Bourdieu uporablja pojma habitus in polje, da bi ukinil razlikovanje med subjektivnim in objektivnim. S tem je odprl nove možnosti debate. Meni, da mora vsaka raziskava biti sestavljena iz dveh elementov. Prvi naj bo objektivna raziskava, v kateri se opazuje relacije med socialnim prostorom in strukturami polja. Drugi element mora biti subjektivna analiza nagnjenj socialnih agensov k določenim dejanjem in njihovih kategorij dojemanja in razumevanja, ki sta posledica njihovega bivanja v polju. 

## Vrste kapitala in simbolno nasilje
Bourdieu je kapitalu, tradicionalno pojmovanem kot vsota denarja ali premoženja, dodal nove pomene. Po njegovem lahko najdemo premoženje v različnih oblikah. Loči ekonomski, simbolni, kulturni in socialni kapital. 
Za Bourdieuja je simbolni kapital (prestiž, čast, pozornost) najmočnejši vir moči. Gre za skupek socialnih vezi in poznanstev, ki jih ima posameznik, in hitrost, s katero se lahko te povezave aktivirajo. Simbolni kapital pa lahko rezultira tudi v simbolnem nasilju. Primer tega je lahko dekle, ki pripelje na večerjo k staršem fanta, ki je po njihovem mnenju zanjo neprimeren. Čeprav svojega mnenja eksplicitno ne izrazita, so že njuni neodobravajoči pogledi, ki sporočajo, da zveza nima prihodnosti, oblika simbolnega nasilja. Dekle mora namreč starše poslušati.
Simbolno nasilje je vsiljevanje kategorij misli in dojemanja dominiranim socialnim agensom, ki nato to dojemajo kot normalno in pravično.  Simbolno nasilje je veliko bolj efektivno kot fizično, saj deluje na podzavestni ravni (razumevanje družbenega reda in institucij kot pravičnih in neizogibnih).
V svojem delu je Bourdieu uporabljal tudi ekonomske termine, da bi z njimi bolje opisal proces socialne in kulturne reprodukcije, kako se kapital prenaša iz generacije v generacijo. Za Bourdieuja je formalna izobrazba ključni element v tem procesu. S tem, ko dobimo izobrazbo, prevzamemo tudi poseben način oblačenja, govora in gibanja. Privilegirani otroci se tega naučijo že doma ali od svojih učiteljev, otroci iz nepriviligiranih okolij pa ne. Tako so otroci iz privilegiranih okolij sprejeti, saj se obnašajo skladno s pričakovanji svojih učiteljev, tisti iz neprivilegiranih okolij pa so obravnavani kot problematični, čeprav se oboji obnašajo v skladu s svojo vzgojo. Tako lahko višje položaje v družbi lažje zasedejo posamezniki iz višjih slojev, saj se obnašanja, ki je v teh krogih pričakovano, naučijo že doma.
Kulturni kapital se nanaša na kompetence, sposobnosti in kvalifikacije, ki posameznikom omogočajo, da realizirajo svojo kulturno avtoriteto, ki je lahko tudi vir simbolnega nasilja. Tako, na primer, otroci iz delavskega razreda opazujejo uspehe otrok srednjega razreda v šoli kot legitimne. Posledice razredne neenakosti vidijo kot rezultat trdega dela ali celo naravnih sposobnosti. Ključni element tega procesa je transformacija simbolne ali ekonomske dediščine (na primer naglas ali bogastvo) v kulturni kapital (na primer univerzitetne kvalifikacije).
Bourdieu meni, da se je kulturni kapital razvil v opoziciji do ekonomskega kapitala. To rezultira v konfliktu med nosilci kulturnega in ekonomskega kapitala, torej med nasprotujočima si poljema umetnosti in ekonomije. Umetnostno in njemu sorodna kulturna polja so si skozi zgodovino prizadevala za avtonomijo, ki je bila v različnih obdobjih različno uspešno dosežena. Avtonomno umetnostno polje je opisano kot  na glavo  obrnjeno ekonomsko polje. Umetniška dela, priznana na umetniškem polju, imajo po navadi visok kulturni kapital in malo oziroma nič ekonomskega kapitala. Za Bourdieuja je torej kulturno polje edino, ki se dandanes še "upira" logiki ekonomije dobička.